# Skoczów
Skoczów ([ˈskɔt͡ʂuf]ⓘ en alemán: Skotschau; en checo: Skočov) es una ciudad de Polonia, sede de la Gmina de Skoczów en el distrito de Cieszyn, del voivodato de Silesia, al sur del país. Se encuentra en la histórica región de Silesia Cieszyn.
Situada en el voivodato de Silesia (desde 1999), anteriormente en voivodato de Bielsko-Biała (1975-1998).

## Historia
Skoczów es la ciudad más antigua en la zona de la parte superior del río Vístula. El primer asentamiento se había establecido en un lugar llamado grodzisko unos 2 km al sureste del centro de la ciudad. Grodzisko se creó alrededor del siglo V, y fue habitada hasta el siglo IX. Solución se encuentra en primer lugar en defensiva, naturalmente, una colina sobre el valle del río Bładnica. Más tarde el asentamiento se rodeó por un banco de tierra y foso. El asentamiento fue destruido en la final del siglo IX por el Príncipe Świętopełek II y no fue reconstruido de nuevo.
La ubicación actual de la ciudad se estableció durante el reinado de Mieszko (1290-1315) a causa de su esfuerzo en el recién creado Ducado de Cieszyn. El primer registro escrito de la ciudad del nombre se remonta a 1327 cuando el Príncipe de Cieszyn se convirtió en vasallo de un rey checo. En ese momento, el castillo de madera se había reconstruido. En el comienzo la economía de Skoczów ha sido principalmente la agricultura, la artesanía y la liquidación de operaciones. En 1470 Skoczów había sido destruido por el fuego. Éste destruyó todos los privilegios civiles destruidos y los documentos de la ciudad. Había una escuela y un hospital con capilla registrada en un documento de 1482.

## Demografía
Según el censo austriaco de 1910 la ciudad tenía 3.744 habitantes, 3.705 de los cuales tenían residencia permanente allí.
Censo de las personas preguntándoles por su idioma nativo.
1803 (48,6%) eran de habla alemana y 1794 (48,4%) eran de habla polaca. A los judíos no se les permitió hablar yiddish así que la mayoría de ellos por lo tanto declaró el alemán como su idioma nativo. La mayoría del poblado estaba formado por los grupos religiosos católicos con 2443 habitantes (65,2%), seguido por los protestantes con 1042 (27,8%) y los judíos, con 247 (6,6%).
La colina que domina la ciudad está dominada por una capilla y una gran cruz. El papa Juan Pablo II visitó Skoczów en 1995, la celebración de una misa en dicho cerro y la generación de una gran cantidad de emoción.
La ciudad tiene un mercado de los jueves, situado junto al río Vístula.

## Ciudades hermanadas
Skoczów está hermanada con: 
- Békéscsaba - Hungría
- Karviná - República Checa
- Martín - Eslovaquia